# Rudolf Belling
Pour les articles homonymes, voir Belling.
Rudolf Edwin Belling, né le 26 août 1886 à Berlin et mort le 9 juin 1972 à Krailling près de Munich, est un sculpteur et lithographe allemand.

## Biographie
Rudolf Belling a reçu une éducation conservatrice par ses parents. Après avoir fréquenté l'école de Steglitz, il fit son éducation à l'internat de l'école militaire prussienne. Il fait ensuite un stage d'apprentissage dans l'atelier d'un artisan et passe par une formation dans une école de commerce. Il suit ensuite des cours de sculpture et d'arts décoratifs.
En 1909, il travaille dans un atelier qui réalise des sculptures et autres accessoires pour les décors de théâtre et de films, notamment pour le metteur en scène Max Reinhardt. Il est influencé par le courant artistique de l'expressionnisme, notamment par le peintre et architecte allemand Hans Poelzig. En 1911, il a pour maître, Peter Breuer, professeur à l'école des beaux-arts de Berlin. Il étudie les théories d'Adolf von Hildebrand parues dans son livre Le problème de la forme dans les arts visuels. Il travaille avec d'autres sculpteurs allemands tels que Emy Roeder et Herbert Garbe.
Il développe une esthétique cubisto-expressionniste dans les années 1910. C'est également à cette période qu'il part en voyages d'études en Belgique, en Angleterre et en France.
Durant la Première Guerre mondiale, il est mobilisé comme soldat en poste à Adlershof dans Berlin, où il travaille dans la section de modellisme des aviateurs. Il en résulte une série d'oeuvres évoquant ces expériences.
En 1918, avec les évènements révolutionnaires éclatants en Allemagne, il participe au Conseils des travailleurs pour l'Art. Il participe à la fondation du Novembergruppe regroupant les artistes progressistes.
En 1919, il réalise la sculpture intitulée Triade qui correspond à la première sculpture abstraite en Allemagne. Il explique que sa conception de cette oeuvre est la capture de l'air. Il épouse un peu plus tard la danseuse Toni Friedlaender.
En 1931, il entre à l'Académie prussienne des arts de Berlin. Mais en 1933, avec l'arrivée au pouvoir d'Hitler et du régime nazi, il est considéré comme faisant de l'art dégénéré, il démissionne de l'Académie des arts. En 1935, il émigre aux États-Unis et s'installe à New York. Le régime nazi lui interdit de revenir chez lui. Enfin il divorce de sa femme.
En 1937, il part en Turquie, comme professeur à université technique d'Istanbul.
En 1944, au cours de la Seconde Guerre mondiale, son atelier est bombardé et de nombreuses ébauches et d'originaux sont détruits.
En 1951, il enseigne de nouveau à Istanbul à l'université des beaux-arts Mimar-Sinan.
En 1955, il est fait grand officier de l'ordre du Mérite de la République fédérale d'Allemagne par le Président de la République fédérale d'Allemagne Theodor Heuss
Le Museum Abteiberg de Mönchengladbach présente au public plusieurs œuvres de Rudolf Belling.

## Galerie d'œuvres

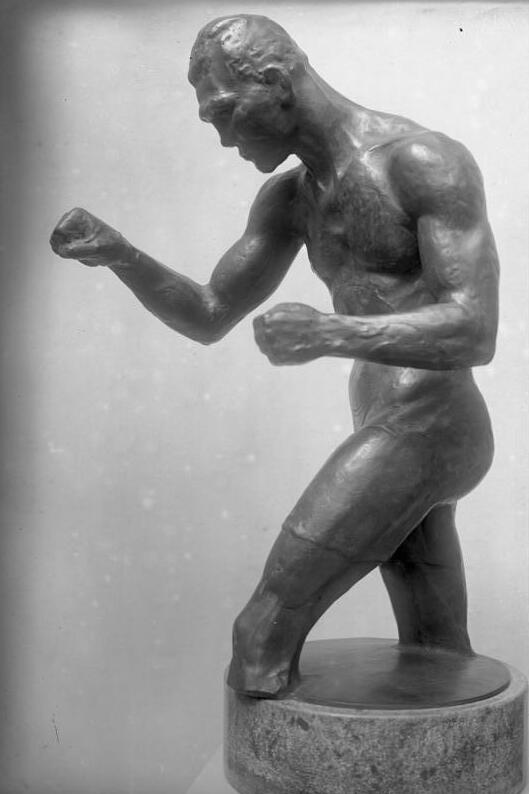
Le boxeur : Max Schmeling
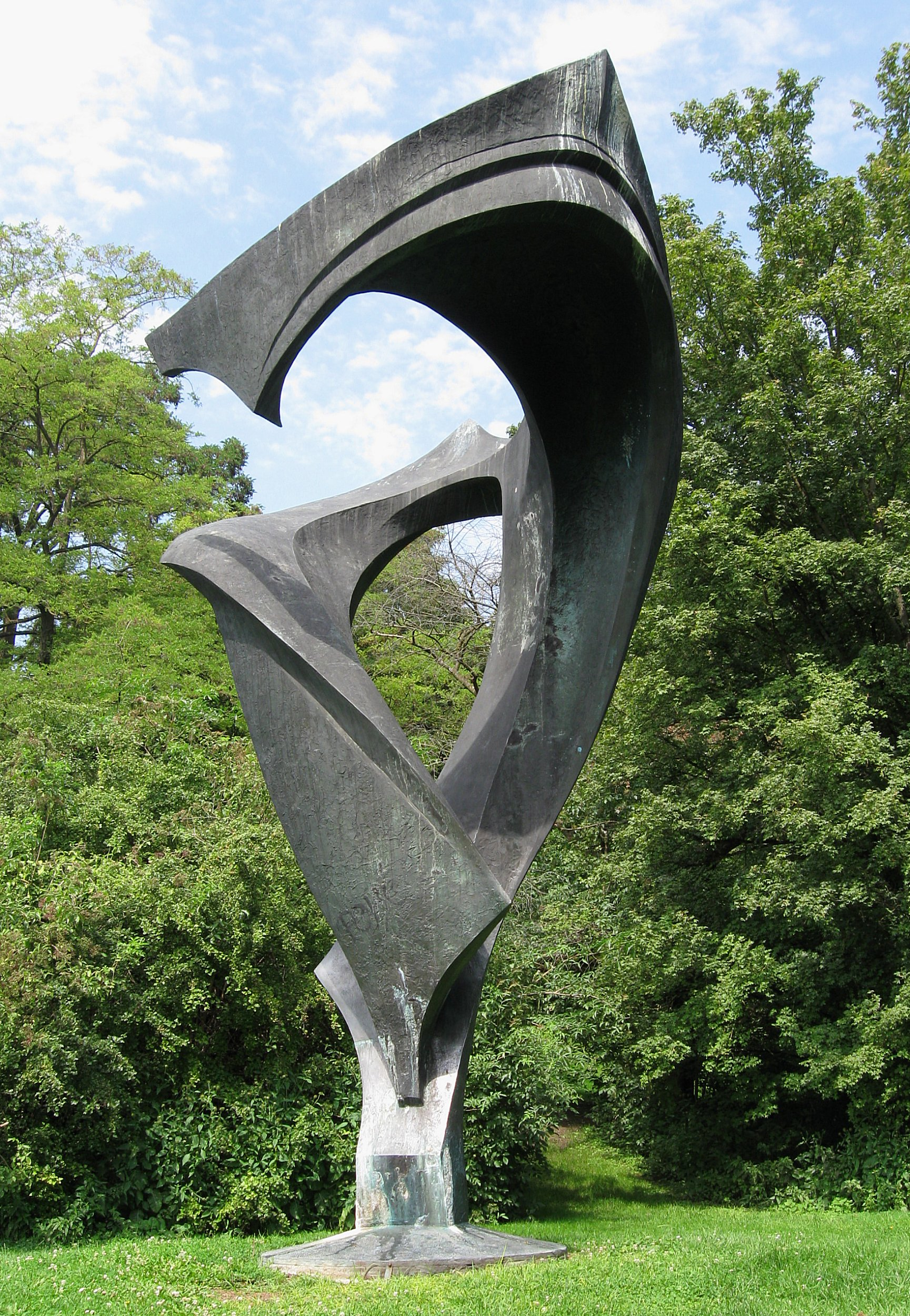
Parc Olympique de Munich